# Robert Reid (schilder)

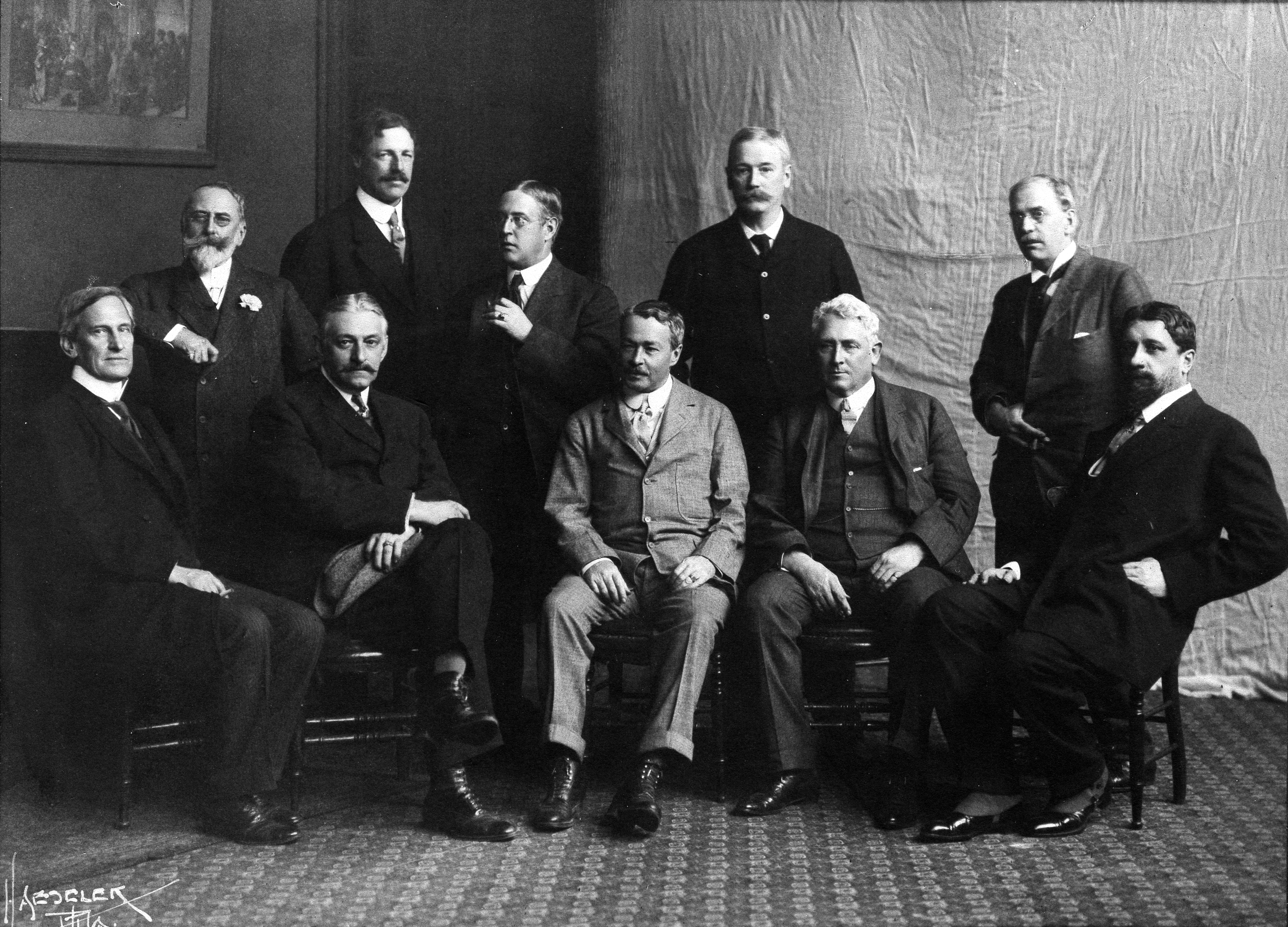
Ten American Painters, Reid geheel rechts, zittend

Robert Lewis Reid (Stockbridge, Massachusetts, 29 juli 1862 – Clifton Springs, Ontario County, 2 december 1929) was een Amerikaans kunstschilder.

## Leven en werk
Reid bezocht de 'School of the Museum of Fine Arts' te Boston en vervolgens de 'Art Students League' te New York. In 1885 ging hij naar Parijs, waar hij studeerde aan de 'Académie Julian' onder Gustave Boulanger en Jules Joseph Lefebvre. Zijn vroege werk omvat vooral scènes uit het boerenleven in Étaples.
Na zijn terugkeer naar New York begon hij vooral te werken als portretschilder. Vaak schilderde hij vrouwen te midden van bloemen, waaruit zijn gevoel voor decoratie bleek. Rond de eeuwwisseling liet hij dat eens te meer tot uitdrukking komen in talrijke muurschilderingen die hij toen maakte, onder andere in de Library of Congress en de Massachusetts State House. Ook ontwierp hij glas-in-loodramen. Vanaf 1905 keerde hij volledig terug naar het kunstschilderen, in een naturalistische stijl, vaak in pasteltinten.
In 1897 werd Reid lid van de Ten American Painters, die voortkwam uit de Society of American Artists. In 1906 werd hij lid van de National Academy of Design. Reid was ook een veelgeroemd docent, onder andere bij de 'Cooper Union' en de 'Art Students League', waar hij zelf eerder student was geweest.
Reid overleed in 1929, op 67-jarige leeftijd.

## Galerij

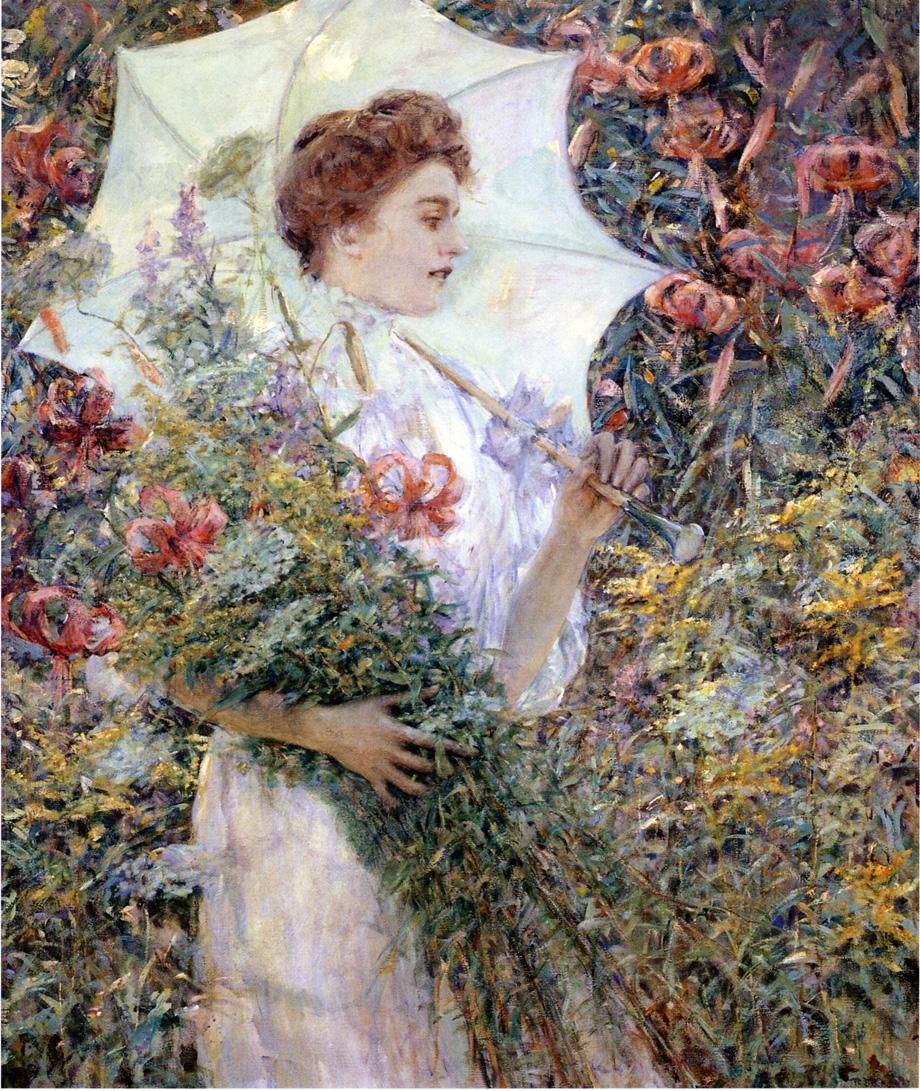
The White Parasol
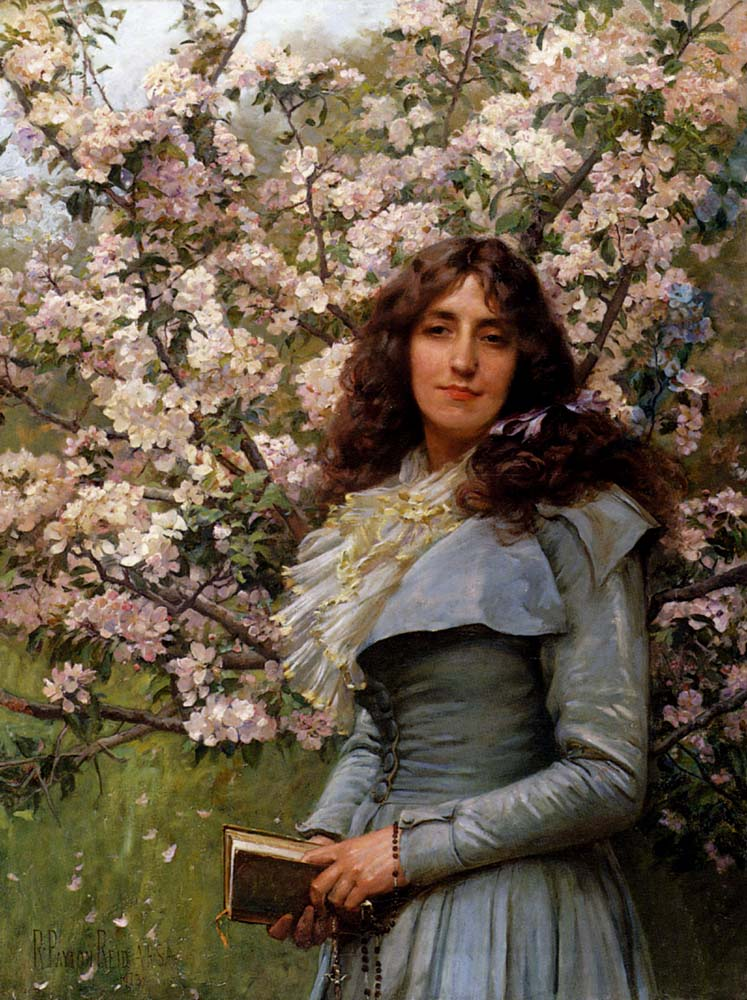
Serenity
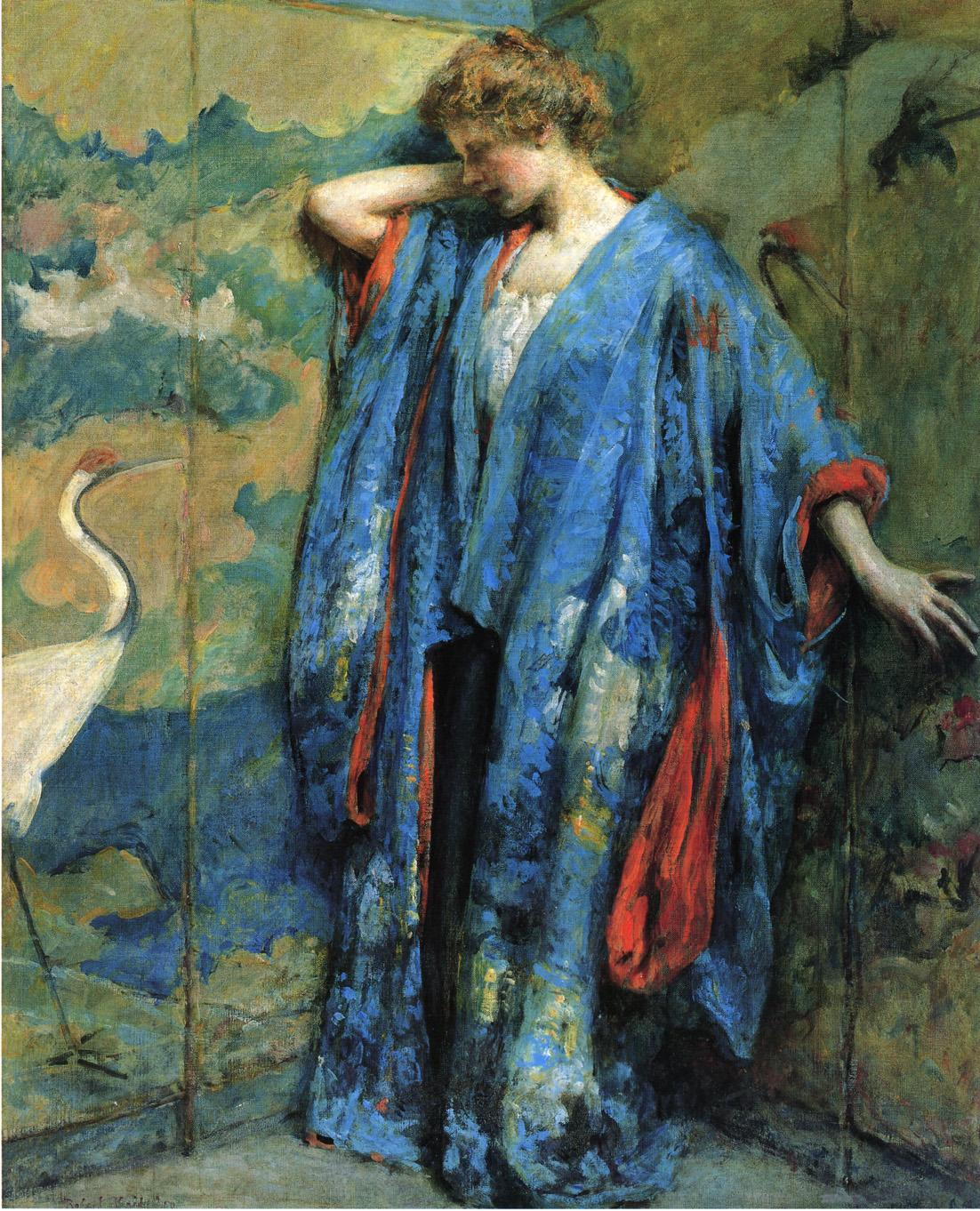
Blue and Yellow
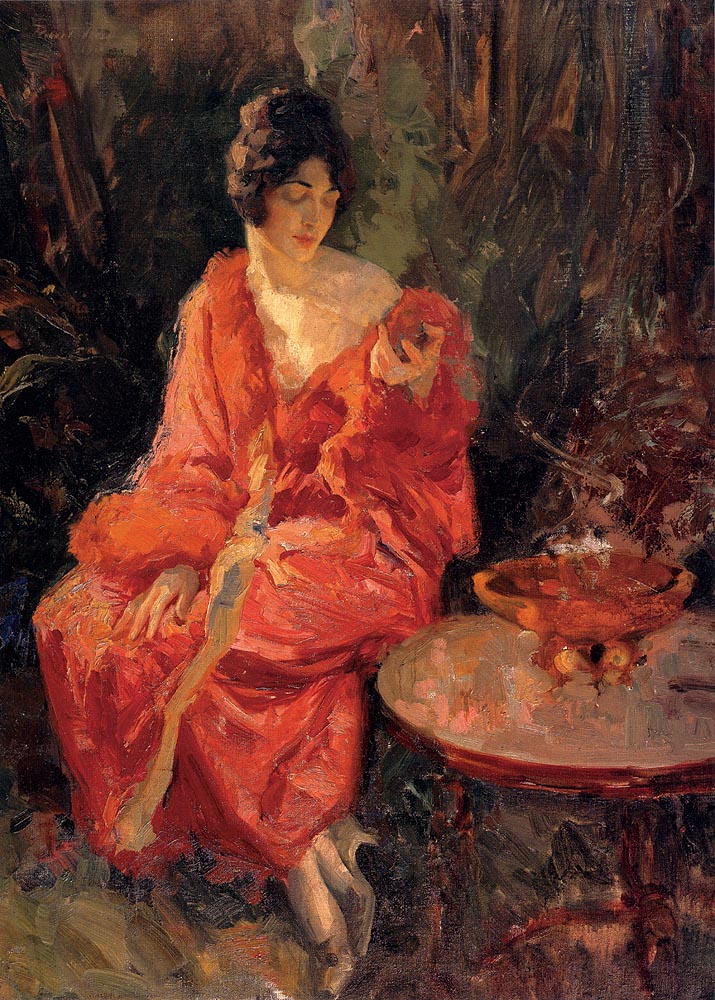
Morning Reflection
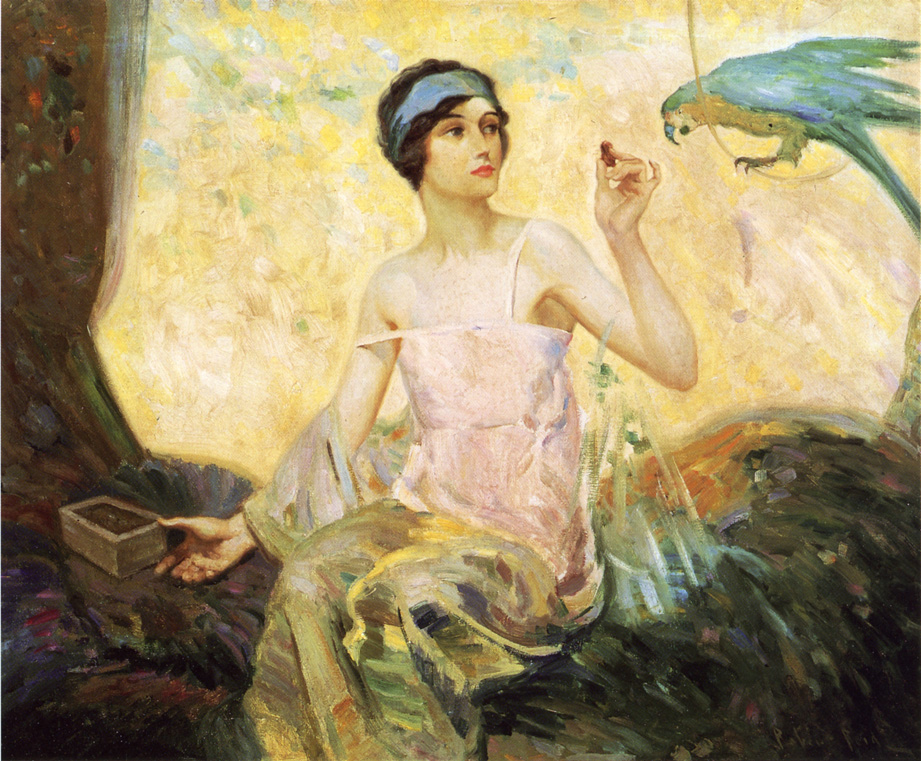
Tempting Sweets
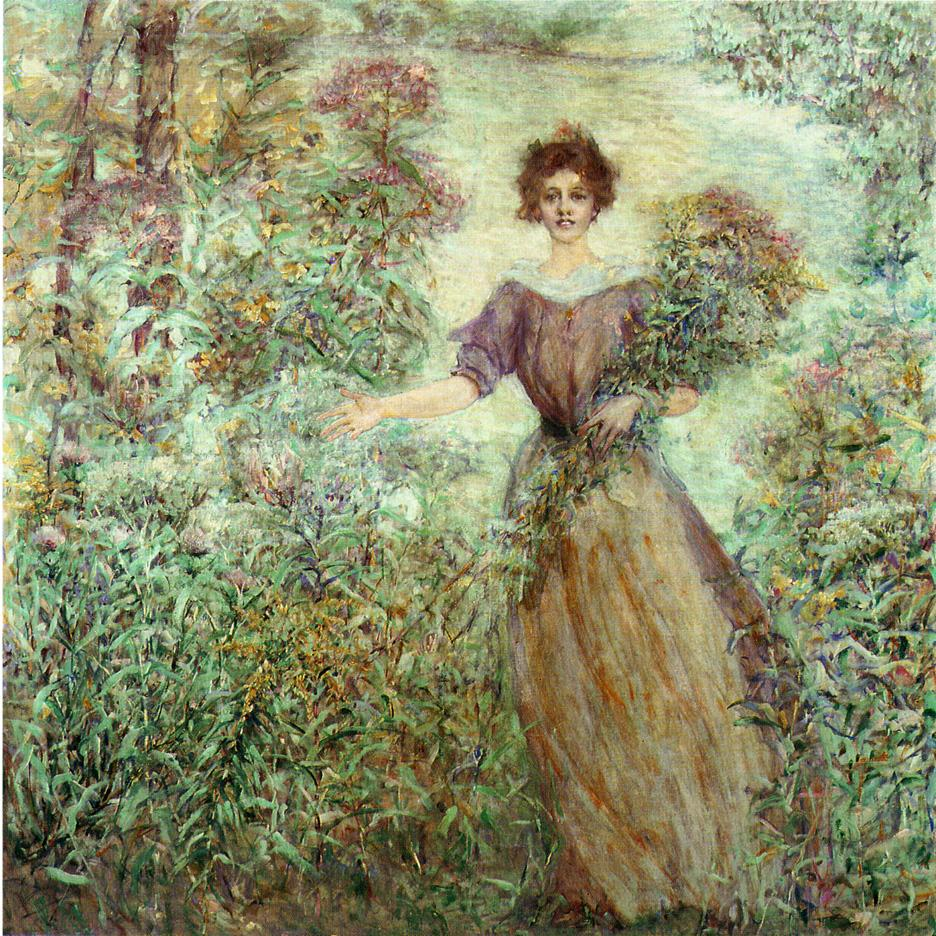
Spring Bouquet
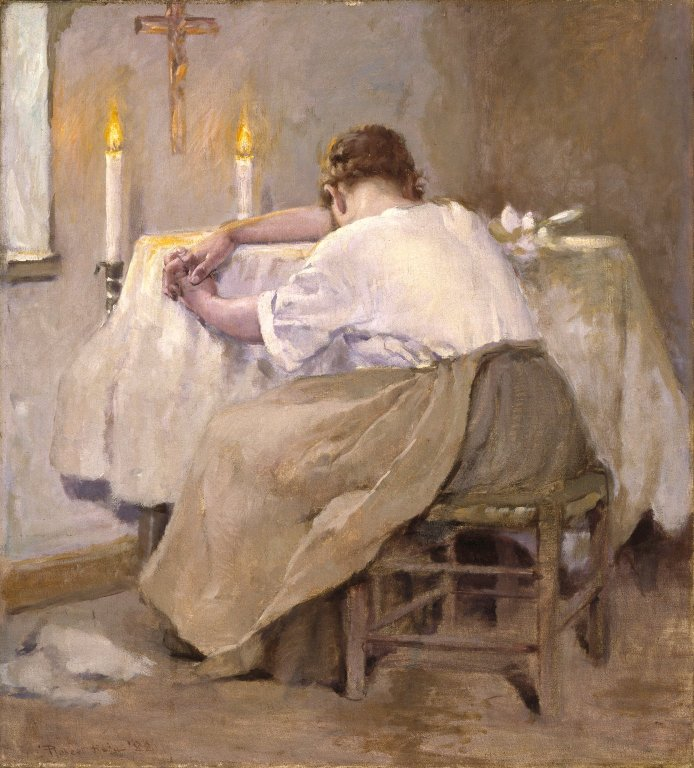
Her First Born
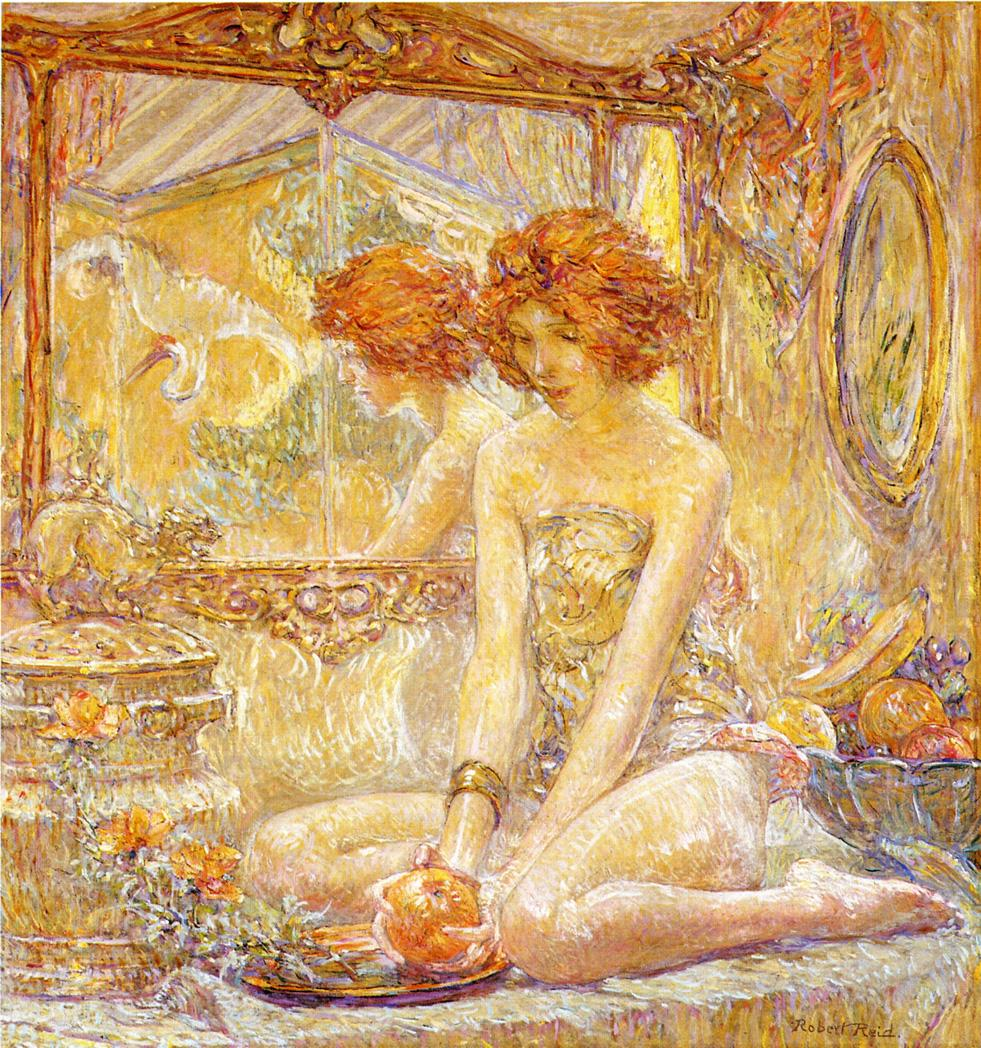
Reflections
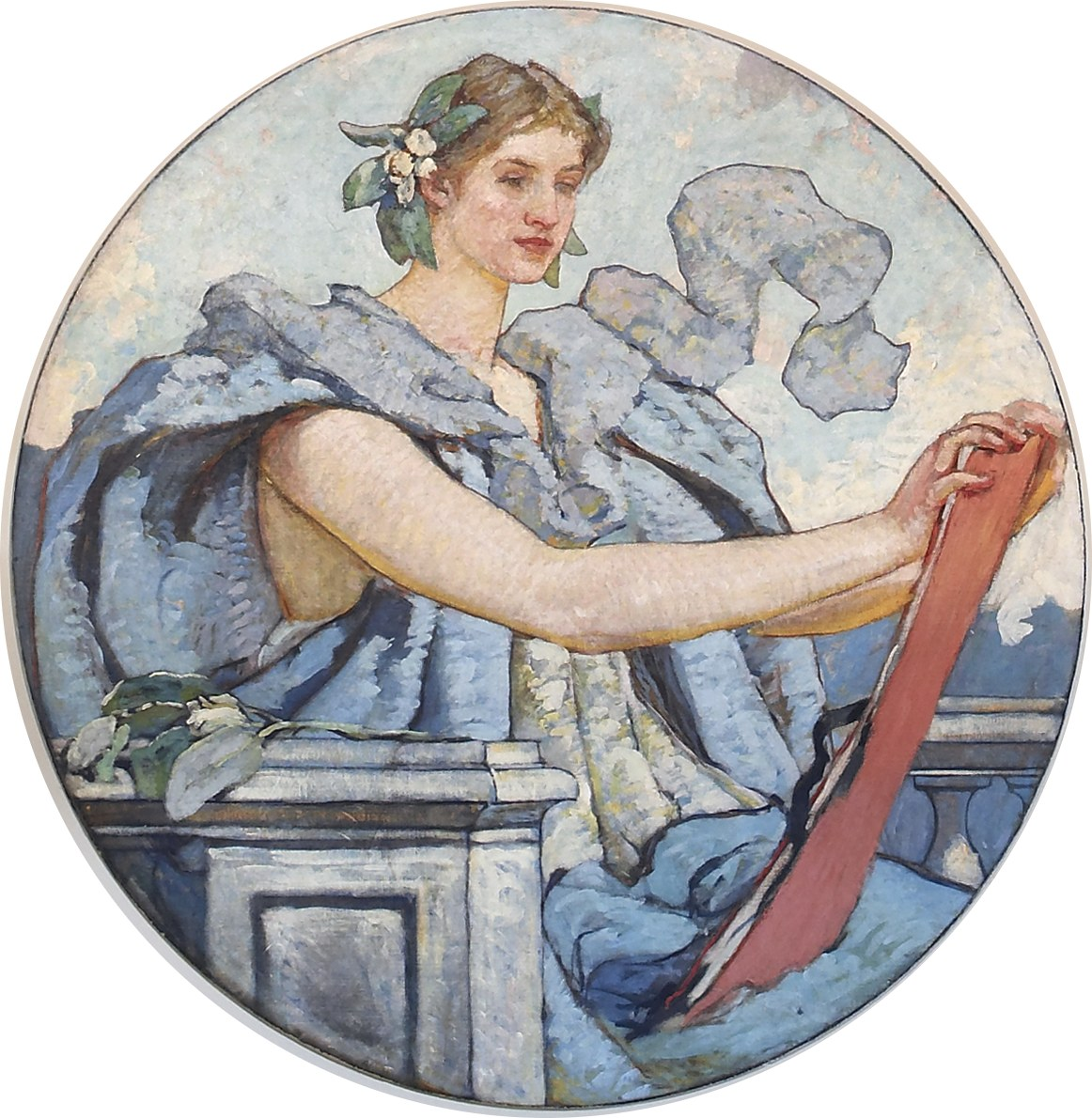
Wisdom, muurschildering Library of Congres
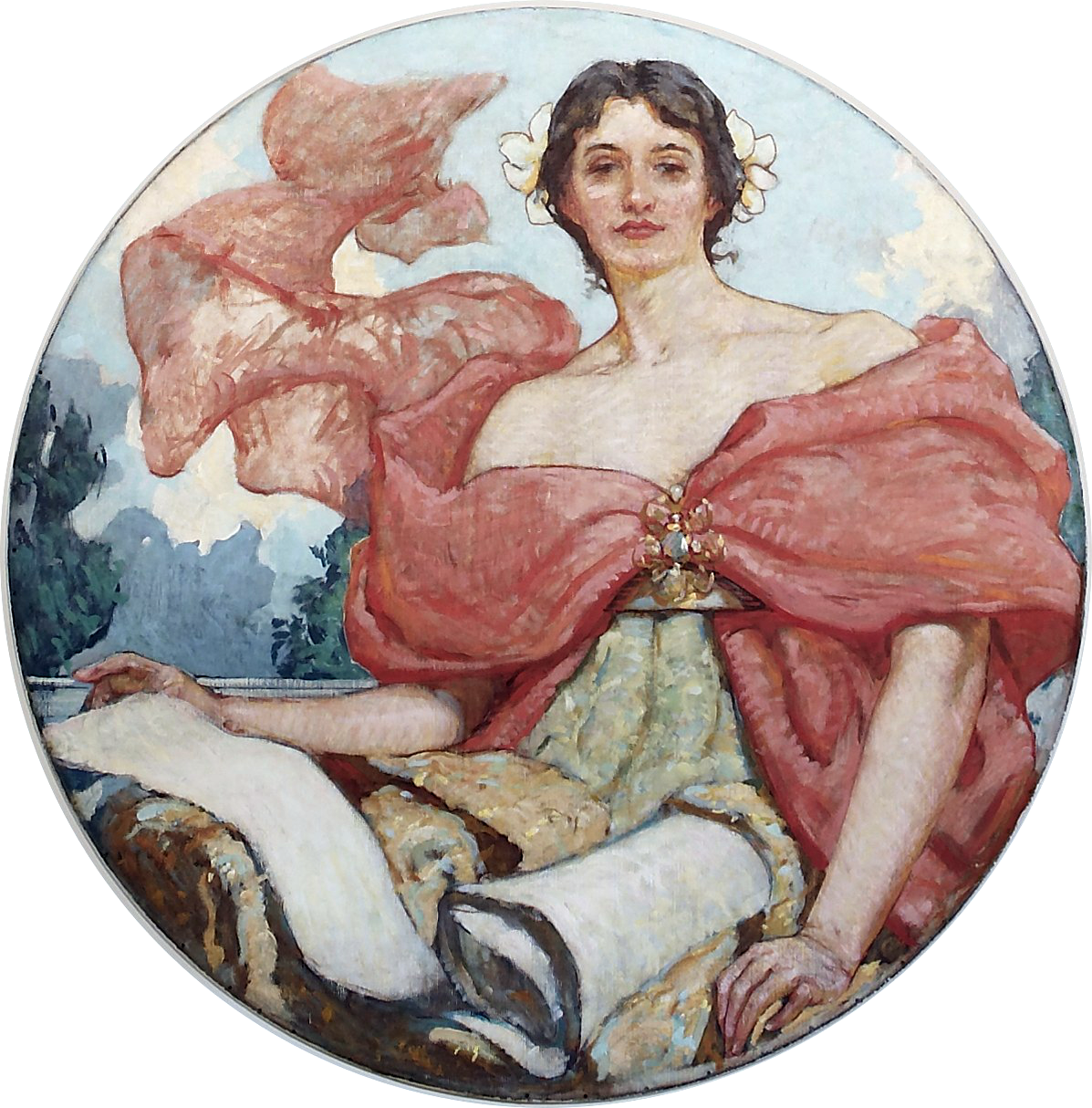
Understanding, muurschildering Library of Congres